# Proterorhinus tataricus
Proterorhinus tataricus is een  straalvinnige vissensoort uit de familie van grondels (Gobiidae). De wetenschappelijke naam van de soort is voor het eerst geldig gepubliceerd in 2008 door Freyhof & Naseka.
De soort staat op de Rode Lijst van de IUCN als Kritiek, beoordelingsjaar 2008.